# Evghenia Lamonova
Evghenia Lamonova (n. 9 august 1983, Kurceatov⁠(d), RSFS Rusă, URSS) este o scrimeră rusă, medaliată olimpică. A participat la o ediție a Jocurilor Olimpice (2008) în care a câștigat o medalie de aur.

## Participări
Lista de mai jos prezintă principalele competiții la care a participat Evghenia Lamonova de-a lungul carierei.
- Floretă feminin pe echipe la Jocurile Olimpice de vară din 2008